# Gotteszell
Gotteszell là một đô thị ở huyện Regen bang Bayern thuộc nước Đức.